# Еджмонт (Південна Дакота)
Еджмонт (англ. Edgemont) — місто (англ. city) в США, в окрузі Фолл-Ривер штату Південна Дакота. Населення — 725 осіб (2020).

## Географія
Еджмонт розташований за координатами 43°17′54″ пн. ш. 103°49′39″ зх. д. / 43.29833° пн. ш. 103.82750° зх. д. (43.298396, -103.827522).  За даними Бюро перепису населення США в 2010 році місто мало площу 2,50 км², уся площа — суходіл.

### Клімат
| Клімат : Еджмонт                                           | Клімат : Еджмонт | Клімат : Еджмонт | Клімат : Еджмонт | Клімат : Еджмонт | Клімат : Еджмонт | Клімат : Еджмонт | Клімат : Еджмонт | Клімат : Еджмонт | Клімат : Еджмонт | Клімат : Еджмонт | Клімат : Еджмонт | Клімат : Еджмонт | Клімат : Еджмонт |
| Показник                                                   | Січ.             | Лют.             | Бер.             | Квіт.            | Трав.            | Черв.            | Лип.             | Серп.            | Вер.             | Жовт.            | Лист.            | Груд.            | Рік              |
| Абсолютний максимум, °C                                    | 20,0             | 20,6             | 27,8             | 33,3             | 36,1             | 40,0             | 41,7             | 40,6             | 37,8             | 32,8             | 26,7             | 21,1             | 41,7             |
| Середній максимум, °C                                      | 2,8              | 5,0              | 11,1             | 16,7             | 21,7             | 27,8             | 32,8             | 32,2             | 26,1             | 17,8             | 8,9              | 2,2              | 17,1             |
| Середній мінімум, °C                                       | −12,8            | −10,6            | −5               | 0,0              | 6,1              | 11,1             | 15,0             | 13,9             | 7,2              | 0,6              | −7,2             | −12,8            | 0,5              |
| Абсолютний мінімум, °C                                     | −35              | −36,7            | −31,1            | −13,9            | −7,2             | 0,0              | 5,6              | 2,8              | −13,3            | −23,3            | −27,2            | −40              | −40              |
| Норма опадів, мм                                           | 8                | 13               | 26               | 48               | 63               | 66               | 56               | 39               | 34               | 34               | 17               | 10               | 415              |
| ---------------------------------------------------------- | ---------------- | ---------------- | ---------------- | ---------------- | ---------------- | ---------------- | ---------------- | ---------------- | ---------------- | ---------------- | ---------------- | ---------------- | ---------------- |
| Джерело: The Weather Channel (Historical Monthly Averages) |                  |                  |                  |                  |                  |                  |                  |                  |                  |                  |                  |                  |                  |

## Демографія
Згідно з переписом 2010 року, у місті мешкали 774 особи в 386 домогосподарствах у складі 201 родини. Густота населення становила 310 осіб/км².  Було 509 помешкань (204/км²).
Расовий склад населення:
| - 92,1 % — білих - 3,4 % — корінних американців - 0,1 % — чорних або афроамериканців |

До двох чи більше рас належало 4,1 %. Частка іспаномовних становила 2,1 % від усіх жителів.
За віковим діапазоном населення розподілялося таким чином: 17,8 % — особи молодші 18 років, 57,5 % — особи у віці 18—64 років, 24,7 % — особи у віці 65 років та старші. Медіана віку мешканця становила 51,3 року. На 100 осіб жіночої статі у місті припадало 105,3 чоловіків;  на 100 жінок у віці від 18 років та старших — 103,8 чоловіків також старших 18 років.
Середній дохід на одне домашнє господарство  становив 37 706 доларів США (медіана — 29 236), а середній дохід на одну сім'ю — 49 174 долари (медіана — 36 750). За межею бідності перебувало 31,8 % осіб, у тому числі 50,4 % дітей у віці до 18 років та 18,6 % осіб у віці 65 років та старших.
Цивільне працевлаштоване населення становило 297 осіб. Основні галузі зайнятості: освіта, охорона здоров'я та соціальна допомога — 25,6 %, транспорт — 21,9 %, роздрібна торгівля — 10,4 %, будівництво — 10,4 %.